# A Tesó Mitzvó (Így jártam anyátokkal)
A Tesó Mitzvó az Így jártam anyátokkal című televízió-sorozat nyolcadik évadának huszonkettedik epizódja. Eredetileg 2013. április 29-én vetítették, míg Magyarországon 2013. november 11-én
Ebben az epizódban a banda tagjai együttes erővel igyekeznek megszervezni Barney legénybúcsúját, mely számos érdekes fordulatot tartogat.

## Cselekmény
Az epizód elején Barney kétségbeesetten üldögél az utcán a saját lakása előtt. Jövőbeli Ted szerint ez volt az az este, amikor Barney élete darabjaira hullott. 
Hat órával korábban Barney és Robin arra készülnek, hogy együtt vacsoráznak Lorettával. Robin aggódik, hogy nem fog megfelelni Barney anyjának, de Barney szerint nem kell aggódnia, mert ő is ott lesz – rögtön azután, hogy elviszi az előleget az esküvői vacsorával kapcsolatban. Robin megkéri, hogy vigyázzon magára, hiszen mégis 5000 dollár van nála, de Barney megígéri, hogy minden rendben lesz. Ahogy kilép a lakásból, elrabolják és egy autóba tuszkolják – nem más, mint Marshall és Ted, akik a meglepetés legénybúcsújára viszik. Barneynak tetszik a megvalósítás, és bevallja, hogy már kezdett aggódni amiatt, hogy nem lesz elég jó. Tedék tudták ezt, hiszen három héttel korábban már kifejtette ezt, és hogy nem szeretné, ha Robin segítene a szervezésnél, mert ez Marshall és Ted dolga, és nem a menyasszonyé. Barneynak van egy komplett listája arról, mi mindent szeretne a legénybúcsúján, amit ő "Tesó Mitzvónak" nevez.
Barney felhívja Robint, hogy egyedül kell vacsoráznia Lorettával. Robin kétségbeesik, mire Barney megpróbálja lemondani az estét, sikertelenül. Megkérdezi a többieket, hogy mi lesz a program. Ted visszakérdez, hogy emlékszik-e az Atlantic City-beli Taj Mahal tetőteraszára – mert azt valamennyire látni a helyről, ahová mennek, ami a városon kívül van. Azért választották ezt a helyet, mert tudják, hogy Barney komoly szerencsejáték-függőséggel küzd. Ted azt mondja, hogy már mindent elterveztek akkor, amikor még Quinn-nel járt, hiszen listába szedte a dolgokat, amiket szeretne. Ezért úgy döntöttek, megnézik a "Kellemetlen igazság" című filmet, és egy bohócot is hívtak. Ekkor csörög Barney mobilja, a vonalban Robinnal, aki mérges, mert azt mondta az anyjának, hogy még szűz, és emiatt kellemetlen helyzetbe került. Ezután kopogtatnak, és megjelenik Lily. Mivel tudják, hogy Barney imádja a Karate kölyök című filmet, ezért elhozták neki a főszereplőt: Ralph Macchiót, akit Barney utál, mert szerinte William Zabka az igazi hőse a filmnek. Barney szerint az este kész katasztrófa, és még sztriptíztáncos sincs. Váratlanul kopogtatnak, és megérkezik a táncosnő, aki nem más, mint Quinn. Megdöbben, hogy Barney máris megnősül, pedig csak nemrég szakítottak, és elmondja, hogy őt úgy megviselte az egész, hogy vissza kellett mennie táncolni. Bosszúból azt mondja, mindenkinek táncol egyet, kivéve Barneynak. Közben csörög a telefonja megint: ismét Robin az, aki azt mondja, hogy először Loretta a szex rejtelmeire akarta megtanítani, majd amikor közölte, hogy ő már nem szűz, vad szextörténeteket kezdett el mesélni. Követeli, hogy jöjjön azonnal haza, és Barney, aki egyre kétségbeesettebb, közli, hogy elege van, és inkább hazamegy.
Miközben visszafelé tartanak, Ralph Macchio elkezdi cikizni Barneyt, hogy milyen dolog már az, hogy itt vannak Atlantic City mellett, és még csak nem is játszott egyszer sem. Barney erre visszafordul és bemegy a kedvenc kaszinójába, ahol eljátssza az ötezer dollárt, amit Robin rábízott. Mivel Ralph Macchio tovább cikizi, így kölcsönkér az egyik maffiózótól, de azt a pénzt is elveszíti. Mikor hazafelé tartanak, akkor veszi észre Lily, hogy Marshall nincs velük. Valóban, mert Barney elmondja, hogy a pénzért cserébe otthagyta őt túszul, és akkor jöhet majd el, ha visszafizették az adósságot. Ted leszidja Barneyt, mert ők annyit készültek a legénybúcsúra, ő meg csak magára gondol. Mikor kiszállnak az autóból, már ott van Robin, aki miután meglátja Quinnt, kérdőre vonja Barneyt, majd szakít vele és hozzávágja a gyűrűjét.
Mikor Barney teljesen összetörve ül a ház előtt, Robin titokban felhívja Tedet, hogy minden a terv szerint alakul. Ugyanis az egészet ők találták ki: három héttel korábban azon gondolkodtak, milyen legénybúcsút szervezhetnének annak az embernek, amelyiknek minden este a legjobb az életében. Majd rájöttek, hogy az lenne a legemlékezetesebb, ha ez lenne a legrosszabb este. Leszervezett mindent Quinn-nel, Ralph Macchióval, Lorettával, de még a kaszinó tulajdonosával is, hogy minél hitelesebb legyen a dolog. A nagy finálé az volt, amikor megjelentek a maffiózók, akik "levágták" Marshall kezét, majd felhurcolták Barneyt a lakásába. Odabent aztán kiderül az átverés, Robin pedig közli, hogy végül mindent megkapott, amit felírt a listájára, hogy szeretne a legénybúcsún. Barney szerint nem mindent, mert nem kapta meg az igazi Karate Kölyköt. Ekkor megszólal az egészen addig csendben lévő bohóc, és letörli magáról a sminket: kiderül, hogy ő William Zabka. A meglepett Barney átöleli őt.

## Kontinuitás
- Barney az "Atlantic City" című epizódban játszotta a kaszinóban utoljára ezt a furcsa kínai játékot.
- Barney "A Stinson család" című részben célzott rá először, hogy William Zabka az igazi Karate Kölyök, és hogy szerinte a filmes főgonoszok az igazi hősök.
- "A legénybúcsú" című részben Marshallnak szerveztek legénybúcsút.

## Jövőbeli visszautalások
- William Zabka részt vesz Barney és Robin esküvőjén, sőt egy kis ideig násznagy is lesz.
- Barney visszavág a trükkös estéért "A bemutatkozó vacsora" című epizódban.

## Érdekességek
- Az "Ajánlom magamat" című részben Barney azt állítja, hogy Quinn visszament táncolni a Ledér Leopárdba, itt viszont Robin azt kéri Quinn-től, hogy játssza meg, hogy még mindig táncol.
- Valahányszor Barney kifejezi utálatát Ralph Macchio felé, a bohócnak maszkírozott William Zabka rámutat és némán nevet.

## Vendégszereplők
- Becki Newton – Quinn Garvey
- Frances Conroy – Loretta
- Ralph Macchio – önmaga
- William Zabka – önmaga/bohóc
- Calvin Jung – kínai maffiózó

## Fordítás
- Ez a szócikk részben vagy egészben  a   The Bro Mitzvah című angol Wikipédia-szócikk ezen változatának fordításán alapul.  Az eredeti cikk szerkesztőit annak laptörténete sorolja fel. Ez a jelzés csupán a megfogalmazás eredetét és a szerzői jogokat jelzi, nem szolgál a cikkben szereplő információk forrásmegjelöléseként.